# Palau Soccer League
Die Palau Soccer League ist die höchste Fußballliga der Palau Football Association. Seit 2004 wird in dieser Liga der Nationale Meister ausgespielt. Rekordmeister ist Team Bangladesh mit drei Erfolgen. Alle Spiele dieser Liga werden im Palau National Stadium ausgespielt. Es hat eine Kapazität von 4000 Zuschauern, davon 3000 Sitzplätze.

## Mannschaften (aktuelle und ehemalige)
- Airai
- Belau Kanu Club
- Biib Strykers
- Daewoo Ngatpang
- FC Melekeok
- KFC Koror
- Koror Rising Stars
- Kramers FC
- Lyon FC
- Mason´s Taj
- Mount Everest Nepal
- New Star FC
- Ngardmau
- Ngeremlengui
- Palau Tiger Team
- Palau Track and Filed Team
- Surangel Kings
- Surangel and Sons Company
- Tay FC
- Team Bangladesh
- Team Friendship
- Universal Peace Fundation

## Bisherige Sieger
- 2004: Daewoo Ngatpang
- 2005: Team Bangladesh
- 2006: Surangel And Sons Company
- 2007: Team Bangladesh
- 2008: Kramers FC
- 2009: FC Melekeok
- 2010: Daewoo Ngatpang
- 2011: nicht ausgetragen
- 2012 (Frühjahr): Team Bangladesh
- 2012 (Herbst): Taj FC
- 2013: nicht ausgetragen
- 2014: Kramers FC
- 2015: nicht ausgetragen
- 2016: Surangel and Sons Company
- 2017: unbekannt
- 2018: unbekannt
- 2019: nicht ausgetragen
- 2020: nicht ausgetragen
- 2021: nicht ausgetragen
- 2022: nicht ausgetragen
- 2023: nicht ausgetragen
- 2024: nicht ausgetragen